# Михаил Беджев
Михаил Тодоров Беджев е български офицер, генерал-майор.

## Биография
Роден е на 17 декември 1893 година в Търново. Завършва Военното училище в София през 1916 година. От 1934 година е адютант на пета пехотна дунавска дивизия. На следващата година е направен командир на четвърта тежко картечна дружина. През 1939 година е началник-щаб на седма пехотна рилска дивизия. В периода 1 февруари 1940 – 30 ноември 1943 година е командир на осми пехотен приморски полк. От 22 ноември 1943 до 13 септември 1944 е командир на двадесет и осма пехотна дивизия. Уволнен е от служба на 13 септември 1944 г. официално „по навършване на 25-годишна служба“, но реално с тази заповед, както и със заповедта от 14 септември е направена първата чистка на т.нар. „реакционни елементи от армията“. През 1945 година е съден от Народния съд, но е оправдан. Между 1945 и 1956 година работи в ДЗИ. Умира на 11 юли 1978 година в Разград.

## Военни звания
- Подпоручик (12 март 1916)
- Поручик (14 октомври 1917)
- Капитан (30 януари 1923)
- Майор (1933)
- Подполковник (6 май 1936)
- Полковник (6 май 1940)
- Генерал-майор (6 май 1944)